# Rohracker
Rohracker ist ein Stadtteil der baden-württembergischen Landeshauptstadt Stuttgart. Zusammen mit den Stadtteilen Hafen, Hedelfingen und Lederberg bildet es den südöstlichen Stadtbezirk Hedelfingen.
Die Bewohner des Stadtteils werden bis heute auch Welschkorneber genannt, da hier früher der Mais, das Welschkorn, angepflanzt wurde und Welschkornbrei fast täglich auf dem Speiseplan stand.

## Geschichte

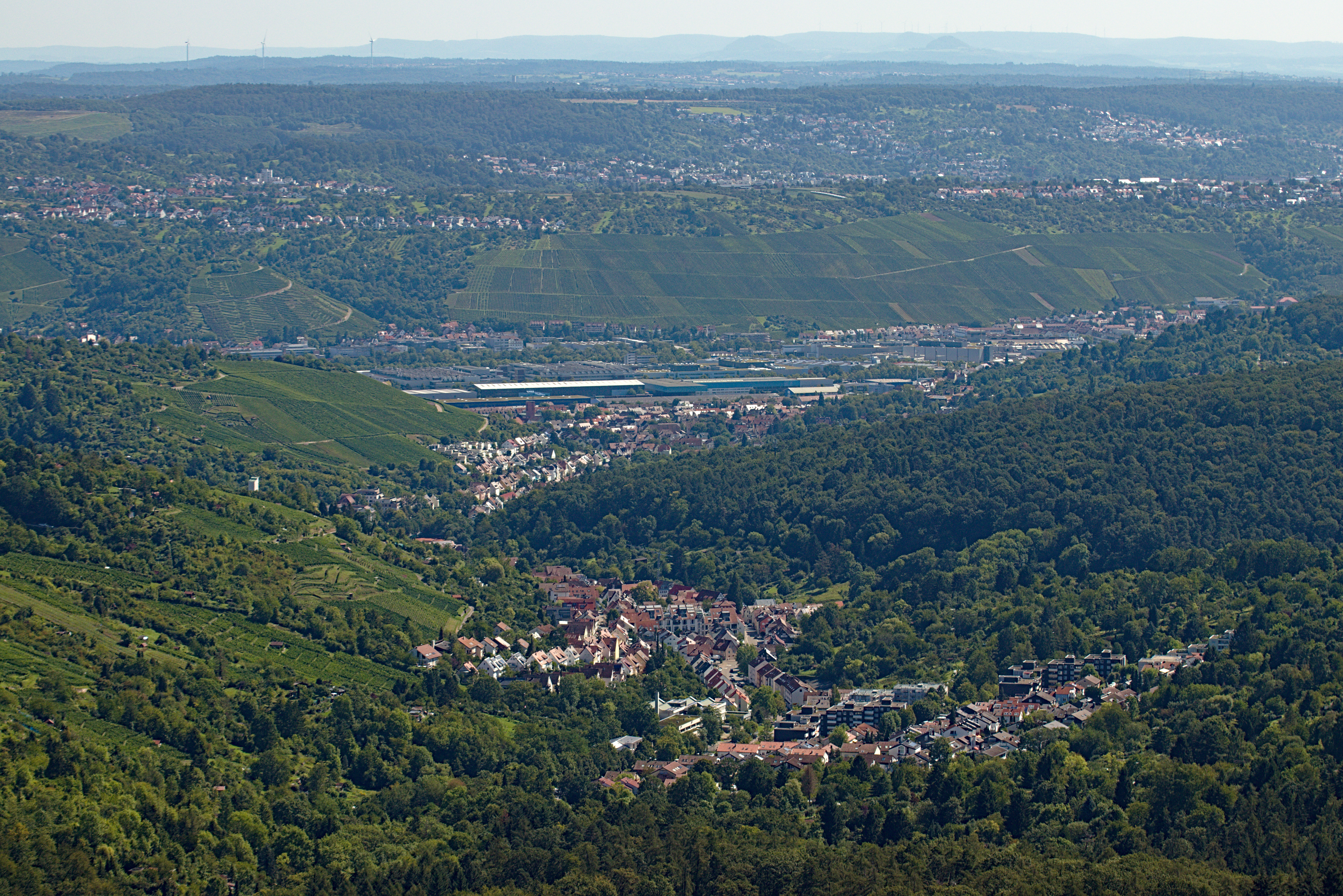
Rohracker (2019)

Die benachbarte Gemeinde Sillenbuch gehörte lange zu Rohracker und wurde erst 1819 selbständig. Rohracker wurde im Zuge der Verwaltungsreform des Landes Württemberg 1818 zum Oberamt Cannstatt zugeteilt, das bis zu seiner Auflösung Teil des Neckarkreises war.
siehe auch Burg Rohreck 
1923 war Rohracker nach Auflösung des Oberamts Cannstatt dem Amtsoberamt Stuttgart zugeordnet und wurde zum 1. April 1937 nach Stuttgart eingemeindet und dann als Stadtteil geführt. Während der Zeit des Nationalsozialismus wurden in der in den 1970er Jahren abgerissenen Turnhalle im Bußbachtal Zwangsarbeiterinnen aus der Sowjetunion untergebracht. Auch in der bis 1979 bestehenden Nudelfabrik Funck in der Tiefenbachstraße wurden Zwangsarbeiterinnen beschäftigt. Seit 1956 ist Rohracker dem Stadtbezirk Hedelfingen zugeordnet.
Vom zeitweiligen Mais-Anbau ('Welschkorn') in den Weingaerten Rohrackers kommt die volksmundliche Umschreibung Welschkornhausen.

## Verkehr
Rohracker ist über die Ausfahrt Hedelfingen der Bundesstraße 10, die Stadtbahn-Linien U9 und U13 (bis Hedelfingen) sowie über die Buslinie 62 verkehrstechnisch angebunden.

## Wappen
| Wappen von Rohracker | Blasonierung: „Unter goldenem Schildhaupt, darin eine schwarze Hirschstange, gespalten, vorne in Blau ein linksgekehrter silberner Flügel, hinten in Gold ein rot bezungter schwarzer Löwe.“                                                                                               |
| Wappen von Rohracker | Wappenbegründung: Das Wappen wurde 1918 angenommen und zeigt im oberen Teil die Hirschstange von Württemberg und im unteren Teil das Wappen von Wolvold de Bernhusen. Dieser verkaufte das Dorf 1269 an Württemberg. Die Felder stehen jedoch den Feldern im Wappen der Familie gegenüber. |

## Persönlichkeiten
- Adolf von Bilfinger (1846–1902), Theologe
- Eugen Frey (1885–1943), Bildhauer und Plastiker

## Sehenswürdigkeiten

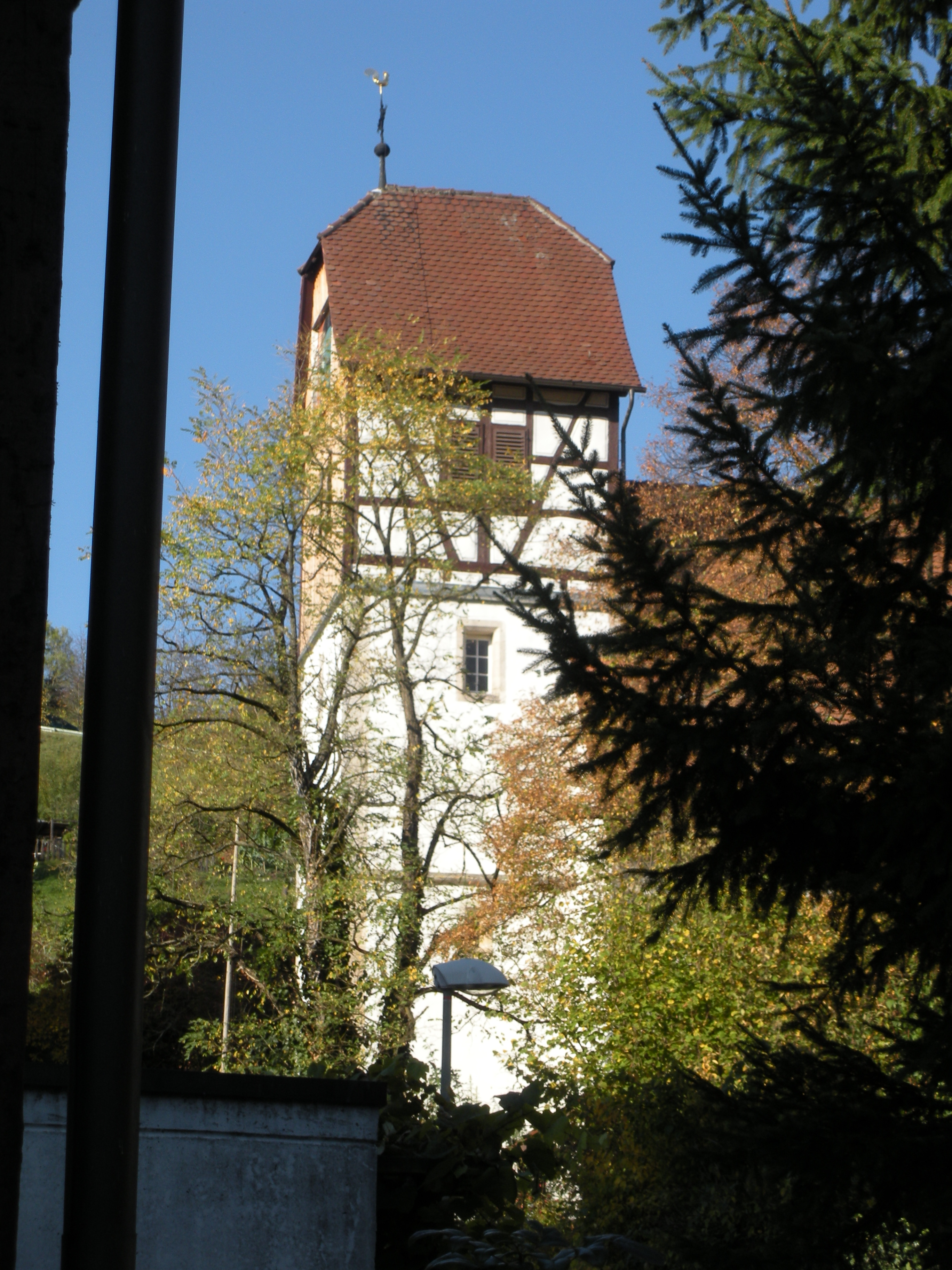
Bernhardskirche

Neben modernen Wohnsiedlungen wird das Ortsbild von liebevoll restaurierten Fachwerkhäusern im Ortszentrum um die Dorfkirche geprägt.
- Weinberglage Lenzenberg mit Weinberghäuschen, letzte noch vergleichsweise original erhaltene historische Weinberglage im Stadtbezirk. Im Gegensatz zur benachbarten Hedelfinger Lage ist der Rohracker Lenzenberg nicht flurbereinigt – siehe dazu auch Weinbau in Stuttgart
- Gasthaus Zum Waldhorn aus dem 17. Jahrhundert mit angebautem Schiller-Erker, in dem Friedrich Schiller trank und speiste und der Überlieferung nach Teile seines Freiheitepos Die Räuber verfasste.
- Evangelische Bernhardskirche, spätgotischer Kirchenbau des 15. Jahrhunderts
- St. Paulus Kirche wurde 1966 erbaut. Seit 2014 wird sie von Assyrern die der Chaldäisch-katholischen Kirche angehören genutzt.[3]